# جوزيف بولدوك
جوزيف بولدوك هو سياسي كندي، ولد في 22 يونيو 1847 في شوديير أبالاش في كندا، وتوفي في 13 أغسطس 1924. نشط حزبياً في حزب كندا المحافظ. وقد انتخب رئيس مجلس الشيوخ ‏ (3 يونيو 1916 – 6 فبراير 1922) وانتخب عضو مجلس الشيوخ الكندي ‏ وانتخب عضو مجلس العموم الكندي.